# 戈迪內什蒂鄉
45°00′N 22°58′E / 45.000°N 22.967°E
戈迪內什蒂鄉（羅馬尼亞語：Comuna Godinești, Gorj），是羅馬尼亞的鄉份，位於該國西南部，由戈爾日縣負責管轄，面積51平方公里，海拔高度184米，2007年人口2,263，人口密度每平方公里44人。